# Cuadro sinóptico

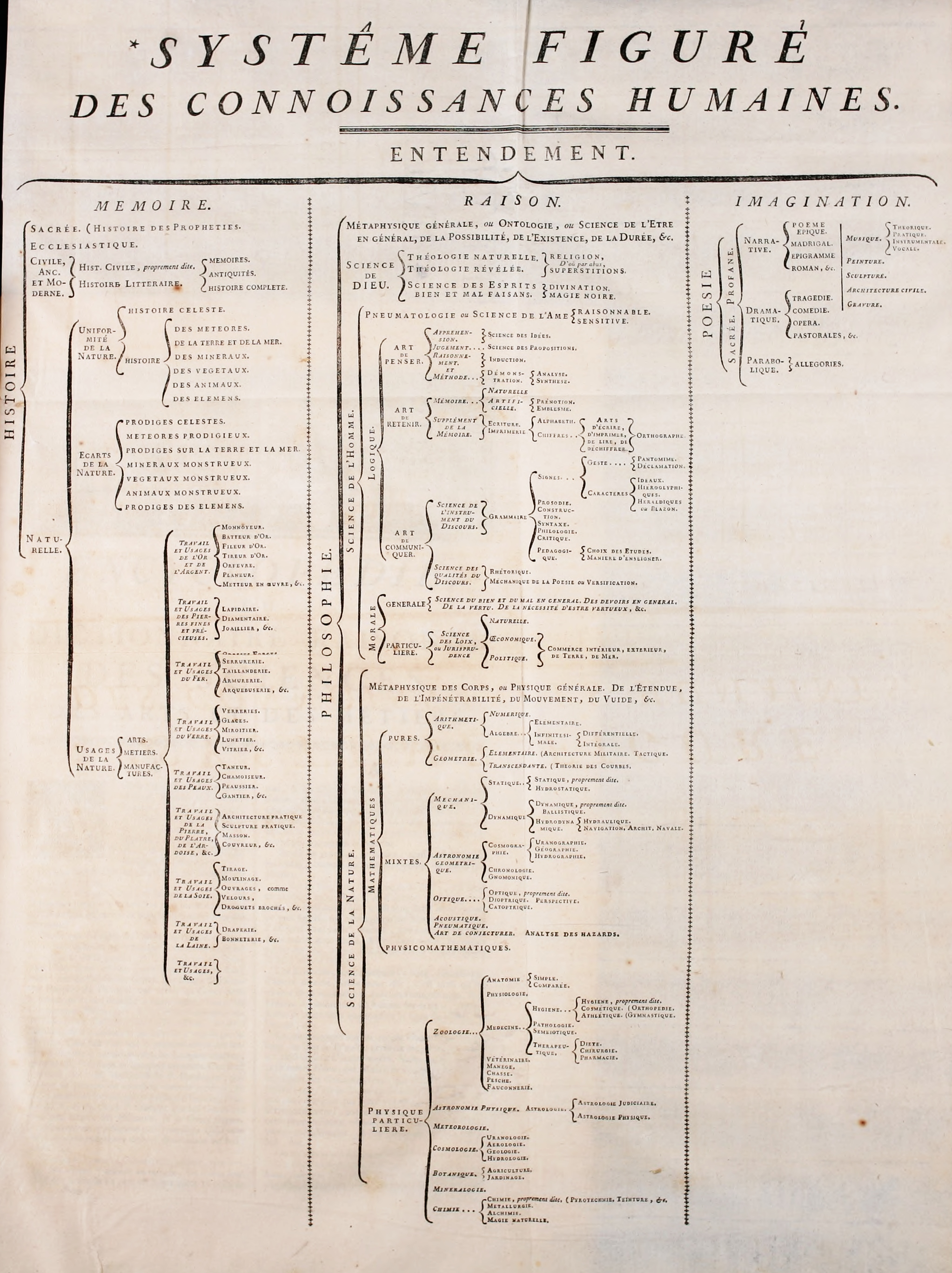
Cuadro sinóptico en el que La enciclopedia organizaba el conocimiento humano.

Un cuadro sinóptico —también conocido como cuadro de conceptos— es una forma de expresión gráfica de ideas o textos ampliamente utilizados como recurso para transmitir información con una estructura lógica, sencilla y condensada.
Los cuadros sinópticos proporcionan una estructura global coherente de una temática y sus múltiples relaciones. Sirven para estudiar un tema, una teoría o una variable que tratan diversos autores, porque su principal función es contrastar, o sea, encontrar semejanzas y diferencias, entre variables de un mismo tema.[cita requerida] Pueden utilizarse como estrategias de enseñanza tanto en clase o como una forma de organizar ideas. Al igual que un mapa conceptual, un cuadro sinóptico conecta las ideas y permite analizar los conceptos en profundidad, creando una jerarquía lógica que ayuda a aportar claridad.